# Place de l'Hôtel-de-Ville (Valence)

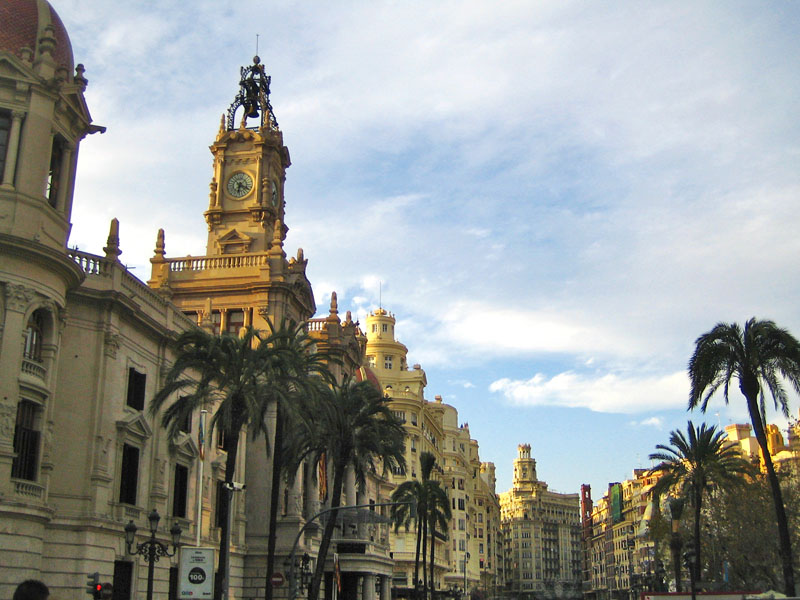
Vue générale de la place, avec la mairie sur la gauche.

La Place de l'Hôtel-de-Ville (officiellement en valencien Plaça de l'Ajuntament) est la plus grande place de Valence, en Espagne, située en plein centre de la ville.

## Présentation
Elle occupe l'ancien emplacement du couvent de Saint François, détruit en 1881.
Durant la guerre civile espagnole, elle fut baptisée Plaça Emili Castelar, en hommage à l'homme politique républicain Emilio Castelar.
Durant le franquisme, elle était nommée Plaza del Caudillo (place du Caudillo). Au cours de la transition démocratique, elle reçut la dénomination de Plaça del País Valencià (place du Pays valencien), qu'elle conserva jusqu'en 1987. Il existe également une proposition du Conseil valencien de culture de la nommer Jaume I, en honneur à Jacques Ier d'Aragon, conquérant du royaume de Valence.

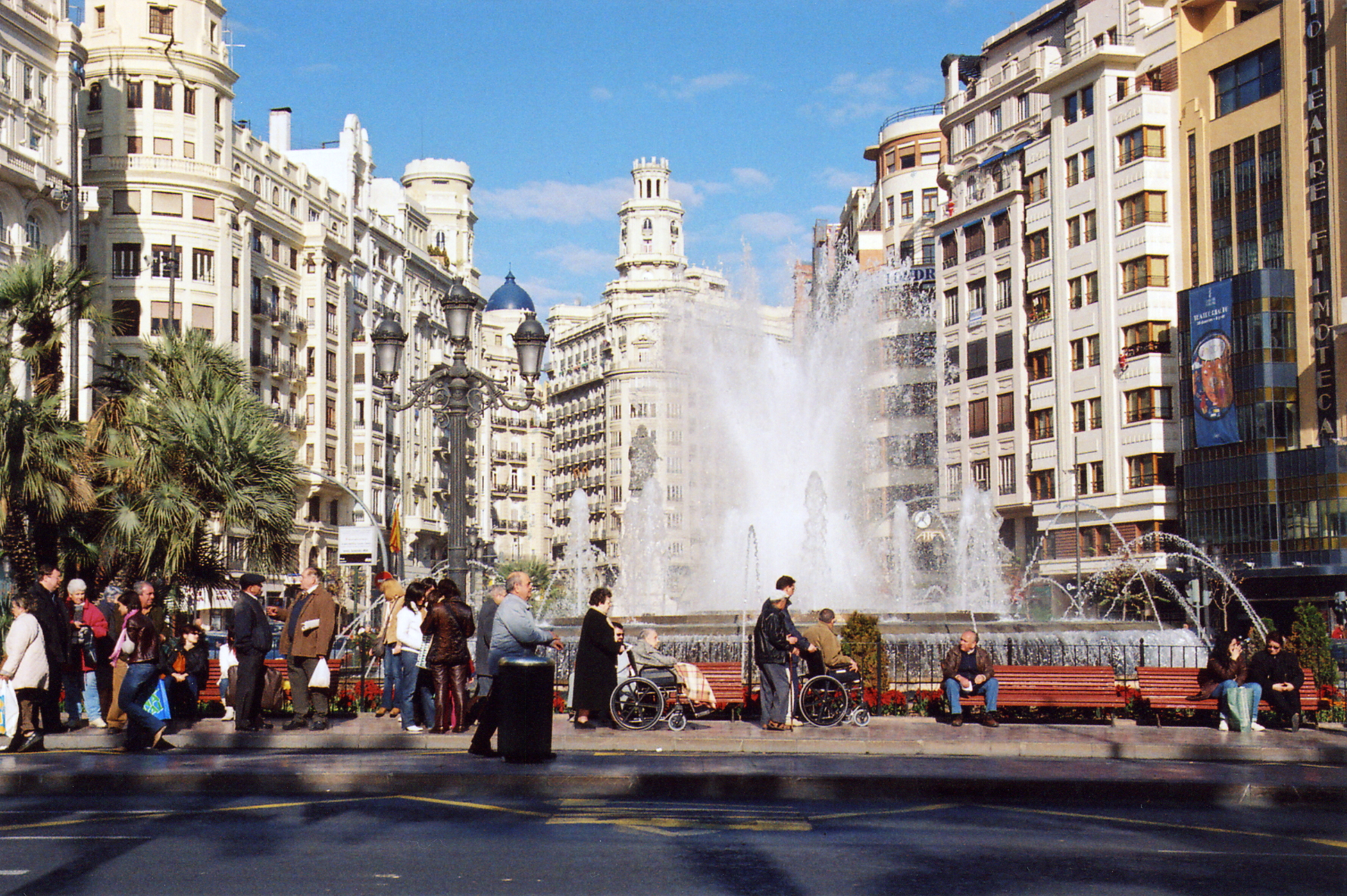
Vue de la place en direction du nord.

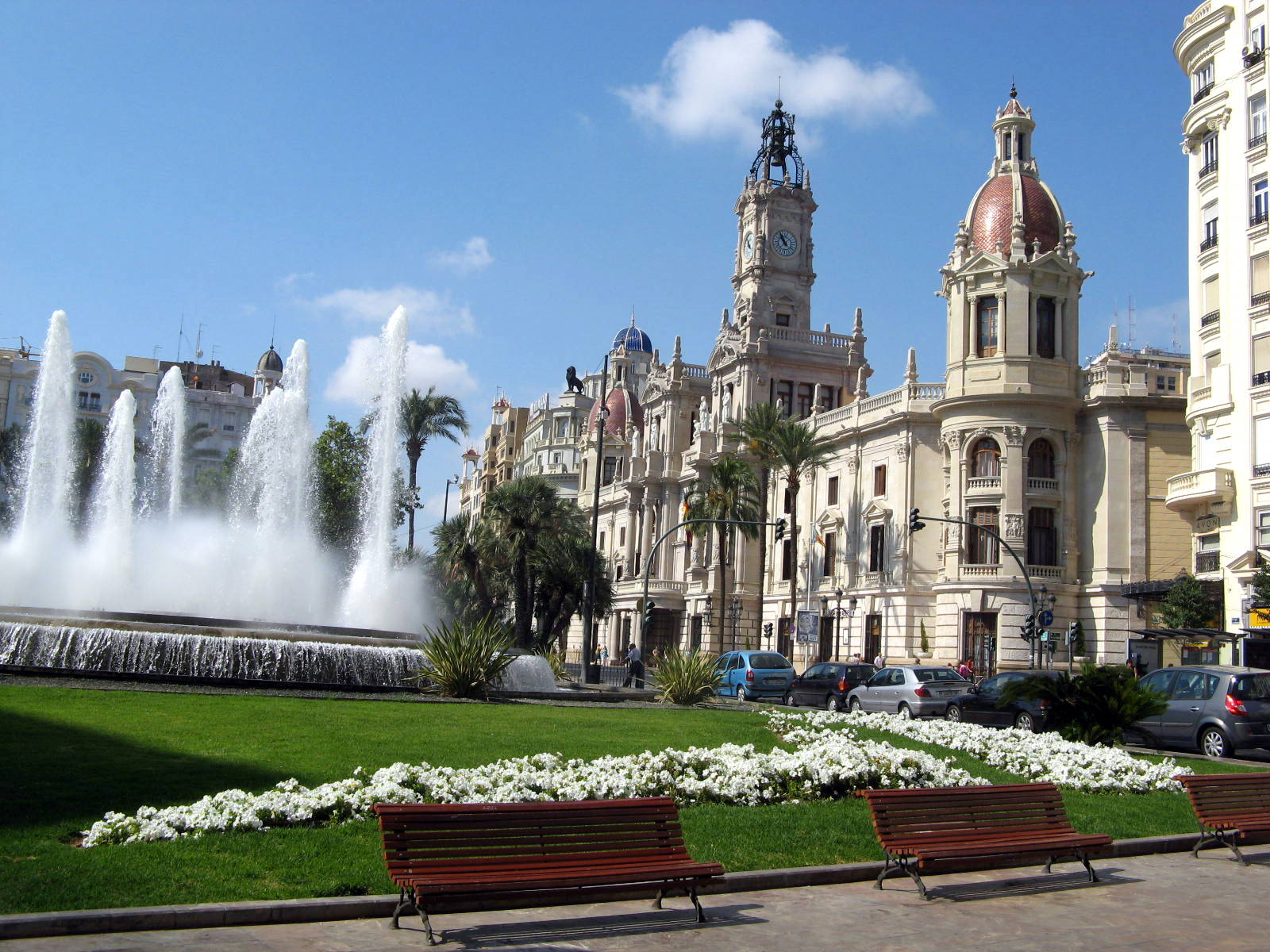
La mairie et sa fontaine.

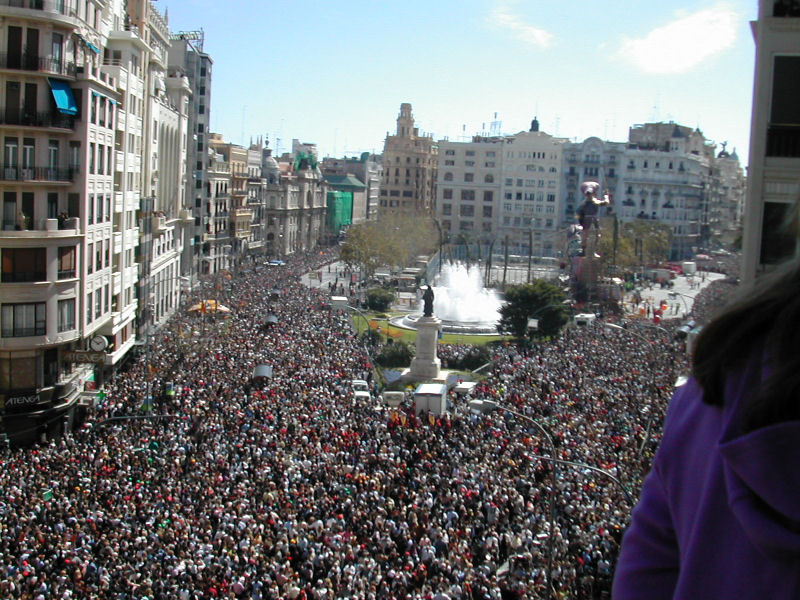
Public assistant à une mascletà durant l'édition 2004 des Fallas.

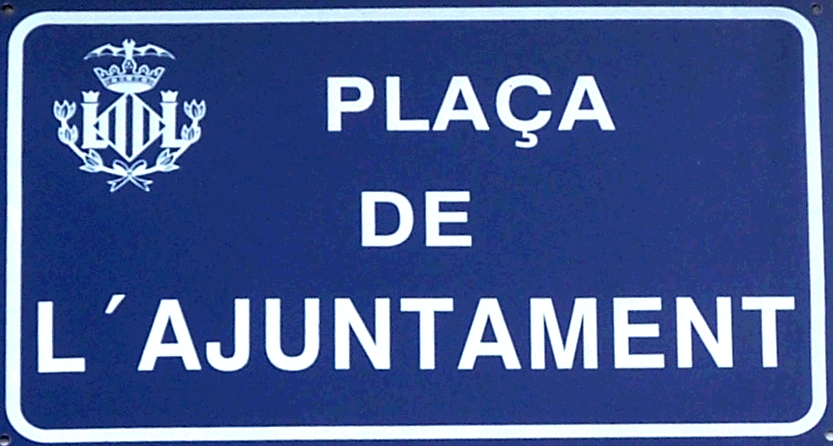
Plaque de la place.

Elle a une forme triangulaire, et se trouve au sud de la place du Marché et au nord de la gare ferroviaire València-Nord. La mairie se trouve sur le côté ouest, en face du bâtiment du service de courrier.
Sa physionomie actuelle provient de la réforme orchestrée par l'architecte Javier Goerlich entre 1931 et 1935.
Durant la période des fallas, une partie de la place est entourée d'une grande clôture grillagée, et on y célèbre la mascletà, spectacle pyrotechnique qui a lieu chaque jour à midi. La place héberge également une falla, généralement l'une des plus grandes et coûteuses des festivités.
En 1962, alors qu'elle s'appelait Plaza del Caudillo, l'écrivain valencien Joan Fuster l'a décrite comme l'« une des places les plus horribles de l'expérience urbaine de l'humanité »,,.